# Cantón de Tarrazú
Tarrazú es el cantón número cinco de la provincia de San José (Costa Rica). Está ubicado en la Zona de los Santos, que es un área mayoritariamente productora de café.
Tarrazú posee como cabecera la ciudad de San Marcos.

## Toponimia
Existen varias versiones sobre el origen de la palabra Tarrazú, se menciona  que don Carlos Mora Barrantes señaló en cuanto a la existencia de la forma primitiva “ATARAZU”. Lo interesante del hallazgo es que no es la “R” sola en lugar de “RR”, pues  en los documentos antiguos, y aún del siglo pasado, frecuentemente figuran la una por la otra, sino el precipitar el nombre por la letra “A”, lo cual no parece deberse a error. En efecto ARRAZU, en la lengua euskera significa Pedregal. Por otra parte la voz ATE significa  Puerto de Cordillera. El radical aparece en palabras como ARRATEA o ARRATIA – el puerto o entrada de los montes, en cuya palabra, la idea es reforzarla por el primer radical proveniente precisamente de ARRI, piedra. ATARRAZU significaría “PEDREGAL DEL PUERTO DE LA CORDILLERA, o PEDREGAL DE LA BOCA DEL MONTE, que parece lo más aceptable, por existir ya sancionado por el uso  de la compuesta de ARRAZU, en el sentido de pedregal. Se hace mención de que efectivamente en San Marcos de Tarrazú, se halla una BOCA DEL MONTE.
El origen del nombre del cantón es confuso y sujeto de diversas hipótesis, aunque parece derivarse de un vocablo indígena huetar con el que denominaban a la localidad en la época prehispánica.
Originalmente se conoció tanto como Atarazú o Atarrazú, lo cual derivó el actual Tarrazú por un aspecto de fonética o de una ortografía escrita incorrectamente en documentos oficiales antiguos.
Por otro lado, según una investigación lingüística, en idioma vasco arrazu significa ‘pedregal’, al que se le agrega el radical ate (‘puerta’) y arri (‘piedra de cordillera’ o ‘puerta de cordillera’). El radical aparece en palabras vascuences como arratea o arratia (‘puerto de los montes’ o ‘entrada de los montes’) con lo que Atarrazú significaría aproximadamente algo como ‘pedregal del puerto de la cordillera’ o ‘pedregal de la Boca del Monte’ [nombre con él se conocía en esa época a la ciudad de San José]’.

## Historia
El cantón fue creado por un Decreto Legislativo en ley N.º 20 de 7 de agosto de 1868, convirtiéndose en el número 5 de la provincia de San José. Por lo tanto, es uno de los primeros creados en el país.
Previamente, mediante ley N.º 22 del 4 de noviembre de 1862, formó parte del cantón de Desamparados.
El primer poblador de las tierras que ahora llevan el nombre de Tarrazú fue el señor Jose Miguel Cascante Rojas, quien las reclama al estado en 1845, habiendo habitado en ellas desde 26 años atrás.
Para 1875 había comunicación vial del cantón con San José. En 1882 se funda la escuela central, que sería destruida por el terremoto de Cartago de 1910 y vuelta a construir durante la administración de León Cortés Castro, a quien debe su nombre. Desde 1867 se piensa en la construcción de un templo grande y espacioso en San Marcos, y se empieza a edificar en 1912, el templo existe actualmente y es probablemente una de las edificaciones más características de la Zona.

## Geografía
Cantón de Tarrazú cuenta con un área de 291,27 km² y una altitud media de 1484 m s. n. m.
El río Pirrís, que drena en el río Parrita, establece la mayor parte del límite norte del cantón, que tiene forma triangular. De sus tres lados, el del sur transcurre a través de la cordillera de la costa que delimita su frontera con los cantones de Parrita y Quepos (ambos en la provincia de Puntarenas). Mientras tanto, su límite oriental (con el cantón de Dota), está fundamentalmente trazado con dos líneas rectas imaginarias y el cauce del río Naranjo.

### Relieve
El cantón de Tarrazú cuenta con varios relieves que aumentan de dirección sur a norte. El cantón tiene una elevación media de 1484 metros sobre el nivel de mar (m s. n. m.).  El punto más alto del cantón es el cerro Placas (2120 m s. n. m.) ubicado en el extremo sur del cantón, en los cerros de San Carlos de Tarrazú, y el cual funciona como punto limítrofe entre Tarrazú y los cantones de Quepos, Aserrí y Parrita
Otras cimas de importancia son; el cerro La Trinidad (cerro de la Cruz) a 2000 m.s.n.m, el cerro del Chiral 1800 m.s.n.m y el cerro San Bernardo 1850 m.s.n.m.

### Hidrografía
El sistema fluvial del cantón de Tarrazú pertenece a la vertiente del Pacífico, así como a la cuenca del Río Pirris El sistema del cantón es drenado por el río Pirris, al cual se le unen los pequeños riachuelos y quebradas de distintos poblados. La mayoría de estos ríos nacen en los cerros del cantón, van en un rumbo de sur a norte y de sureste a noroeste. Además, dentro de este Cantón se encuentra la Represa Hidroeléctrica Pirris, unas de las más altas de Costa Rica, que junto con el río Pirris funciona como límite cantonal con León Cortés Castro

### Flora y fauna

Los Campesinos Ecologde, San Lorenzo de Tarrazú

El cantón de Tarrazú cuenta, según el sistema de clasificación de zonas de vida de Costa Rica, con las formaciones forestales de bosque lluvioso, bosque húmedo premontano, bosque muy húmedo premontano, y bosque muy húmedo montano. Es por ello que en el cantón se pueden encontrar fauna como mariposas, ranas, comadrejas, conejos, pizotes, palomas, jilgueros, coyotes, ardillas, colibríes, quetzales, yigüirros, pumas y dantas, así como flora como passifloras, bromelias, orquídeas, iridáceas, montanoas, copey, cipresillos, robles sabana, nísperos, entre otros.
El límite sureste del cantón corresponde a una franja de la Reserva forestal Los Santos, la cual tiene la mayoría de su área entre los cantones josefinos de Dota y Pérez Zeledón.

## Ubicación
La ciudad cabecera de San Marcos se encuentra a unos 70 kilómetros al sur de la capital San José, en un valle rodeado de montañas que forman parte de la Cordillera de Talamanca y a una altitud media de 1,400 metros sobre el nivel del mar, pero está rodeado de picos de hasta 3,000 metros de altitud.
El cantón tiene como límites:
- Norte: León Cortés Castro
- Sur: Quepos
- Este: Dota y Pérez Zeledón
- Oeste: Aserrí y Parrita

## División administrativa
Tarrazú se divide en tres distritos:
1. San Marcos
2. San Lorenzo
3. San Carlos

## Demografía
Para el año 2022, Cantón de Tarrazú cuenta con una población estimada de 17 810 habitantes, y para el último censo efectuado, en 2011, Cantón de Tarrazú contaba con una población de 16 280 habitantes.
De acuerdo al censo nacional del 2011, la población del cantón era de  16 280 habitantes, de los cuales, el 5,8 % nació en el extranjero. El mismo censo destaca que hay 4778  viviendas ocupadas, de las cuales, el 66.2 % se encontraba en buen estado, y que había problemas de hacinamiento en el 2.5% de las viviendas. El 50.3% de sus habitantes vivían en áreas urbanas.
Entre otros datos, el nivel de alfabetismo del cantón es del 96,5 %, con una escolaridad promedio de 6,7 años.
El cantón se ubica en el puesto 63 del índice de desarrollo humano, con un índice de 0,733.

## Cultura

### Religión

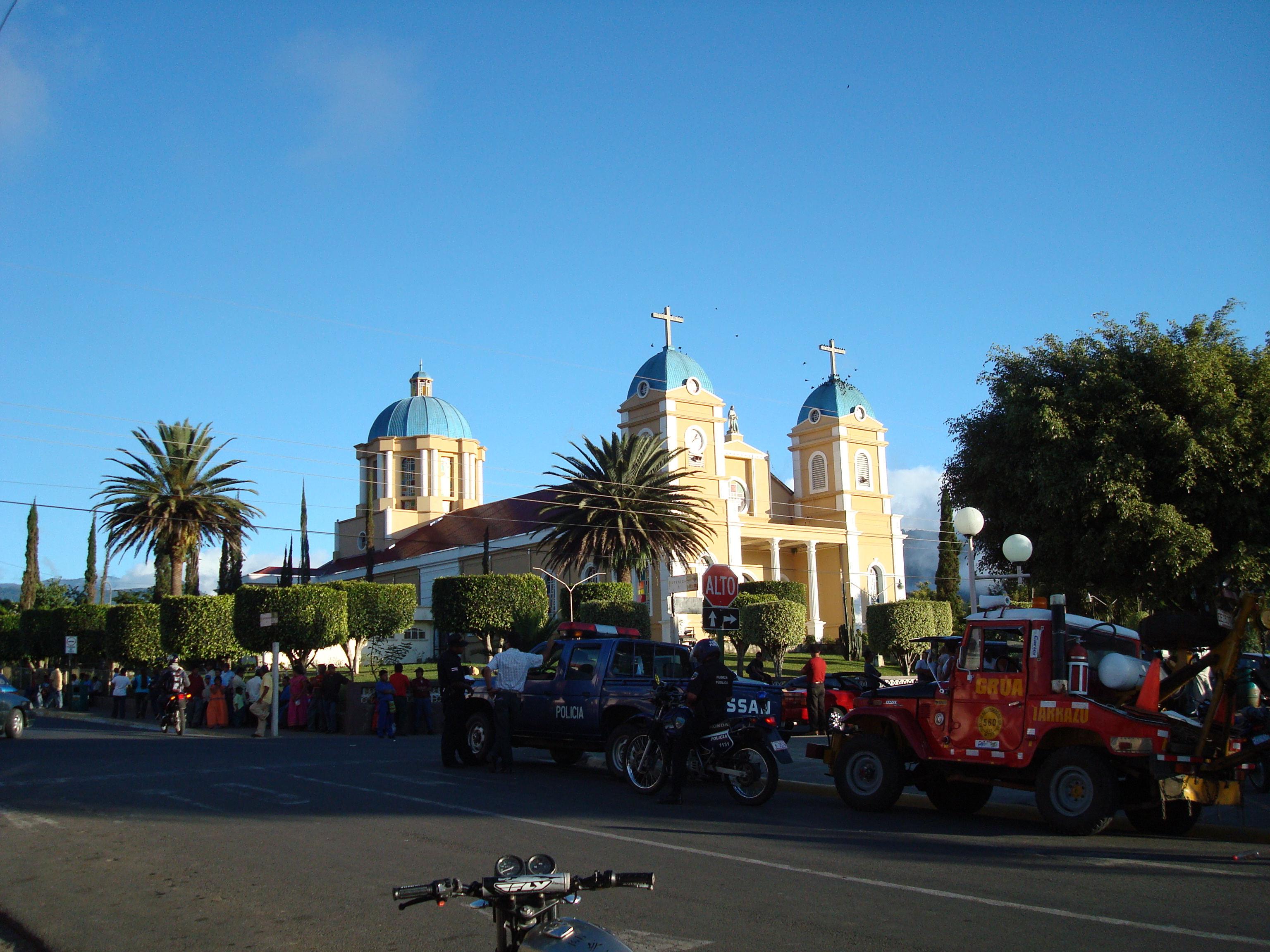
Iglesia San Marcos evangelista

En el cantón se encuentran las iglesias católicas:
- Iglesia San Marcos Evangelista
- Iglesia San Carlos Borromeo
- Iglesia San Lorenzo
- Iglesia San Jeronimo
- Iglesia Bajo San Juan
- Iglesia de Santa Ana (Quebrada seca)
- Iglesia San Francisco
- Iglesia de Zapotal
- Iglesia San Gerardo (Nápoles)
- Iglesia de Mata de Caña
- Igleisia San Bernardo
- Iglesia Santa Marta
- Iglesia de San Cayetano
- Iglesia Bajo San Juan
- Iglesia de La Sabana

## Infraestructura

### Desarrollo urbanístico
La mayor concentración de zonas residenciales del cantón se ubica en el distrito de San Marcos, donde se encuentran viviendas que responden a situaciones socioeconómicas muy opuestas; por ejemplo, en la zona de Nápoles y San Isidro habita una gran cantidad de población humilde y, por otra parte, existen zonas residenciales de muy alta plusvalía, como La Sabana, el Rodeo, Las tres Marias sus alrededores. 

### Edificios de Importancia

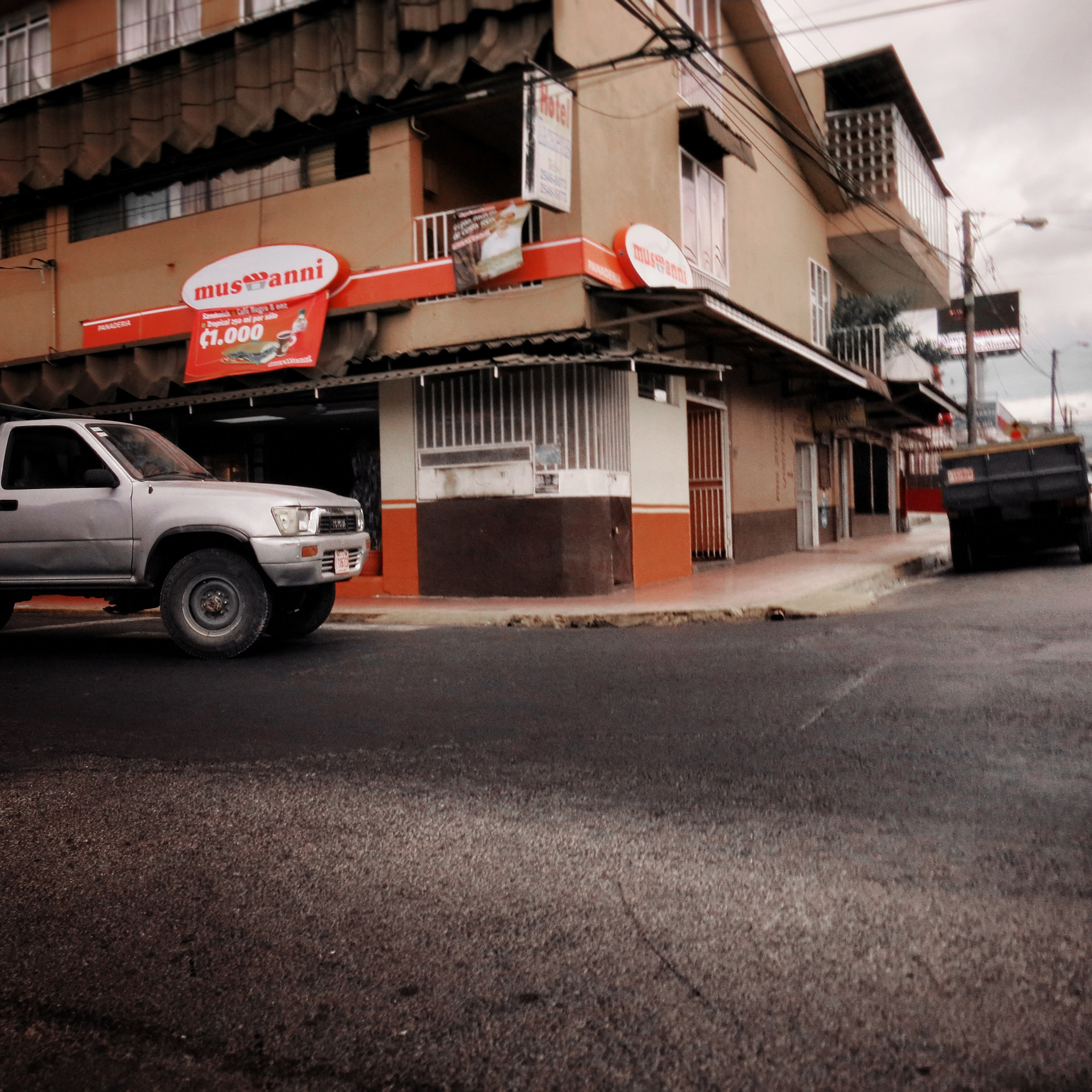
Edificio Zacatecas

- Antigua Unidad Sanitaria de San Marcos De Tarrazú (patrimonio histórico arquitectónico de Costa Rica)
- Palacio municipal del Cantón de Tarrazú
- Edificio Zacatecas (1980)
- Estación de Bomberos Los Santos (1979)
- Fábrica Procesadora de Café Coopetarrazú R.L (1960)
- Centro Regional de Salud Los Santos
- Escuela León Cortes Castro (1902) (patrimonio histórico arquitectónico de Costa Rica)
- Liceo Tarrazú (1963)
- Estadio municipal Hermanos Umaña Parra
- Gimnasio municipal de Tarrazú

### Transporte
La principal vía de comunicación del cantón es la Ruta nacional 303 que inicia en la comunidad de San Jeronimo, en el distrito de San Carlos, y finaliza en la comunidad de Guadalupe de Tarrazú debido a que a partir de ese punto inicia el Cantón de Dota.

## Economía
La principal fuente de ingresos de la economía local es el cultivo y exportación del café de altura. Durante los meses de diciembre, enero y febrero, la población aumenta hasta tres veces debido al tiempo de la cosecha de café. El café Tarrazú está clasificado entre los cafés de la especie arábica más finos del mundo para preparar café espresso, protegido con una Denominación de Origen Protegida.

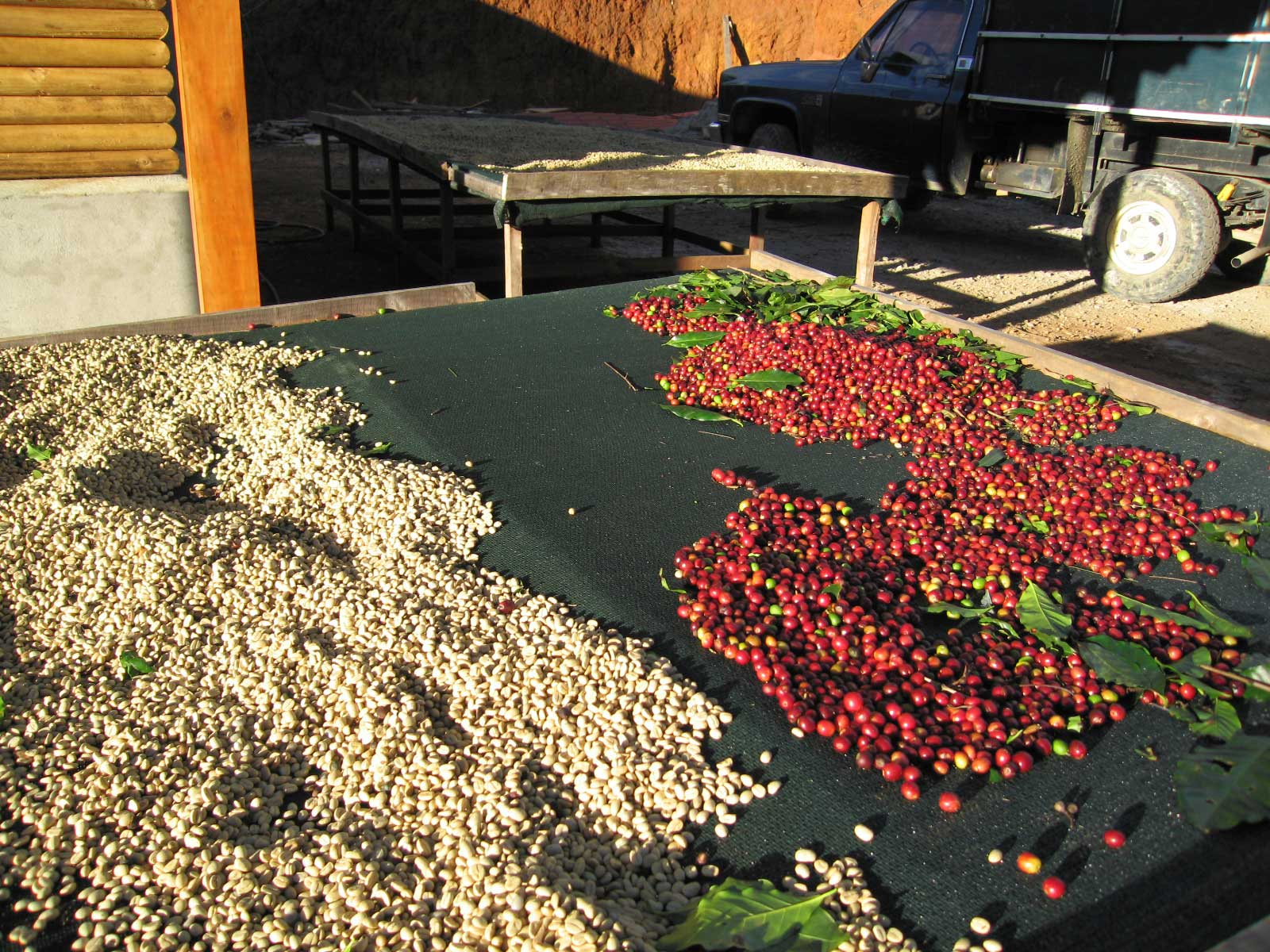
Café de Origen Tarrazú

En noviembre de 2012, el café Tarrazú Geisha Palmilera, producido por Beneficio La Candelilla, pasó a ser el café más caro vendido por la empresa Starbucks, desplazando del primer lugar al jamaiquino Blue Mountain. Starbucks lanzó el café de Tarrazú Geisha Palmilera a la venta en Estados Unidos a un precio de USD6 (¢3.000) la taza pequeña y USD7 (unos ¢3.500), mientras que el precio promedio de una taza de café en dicho país es de USD1,38. Además, los clientes de la tienda en línea pudieron comprar bolsas de 226 gramos de café a USD40 (¢20.000) cada una.

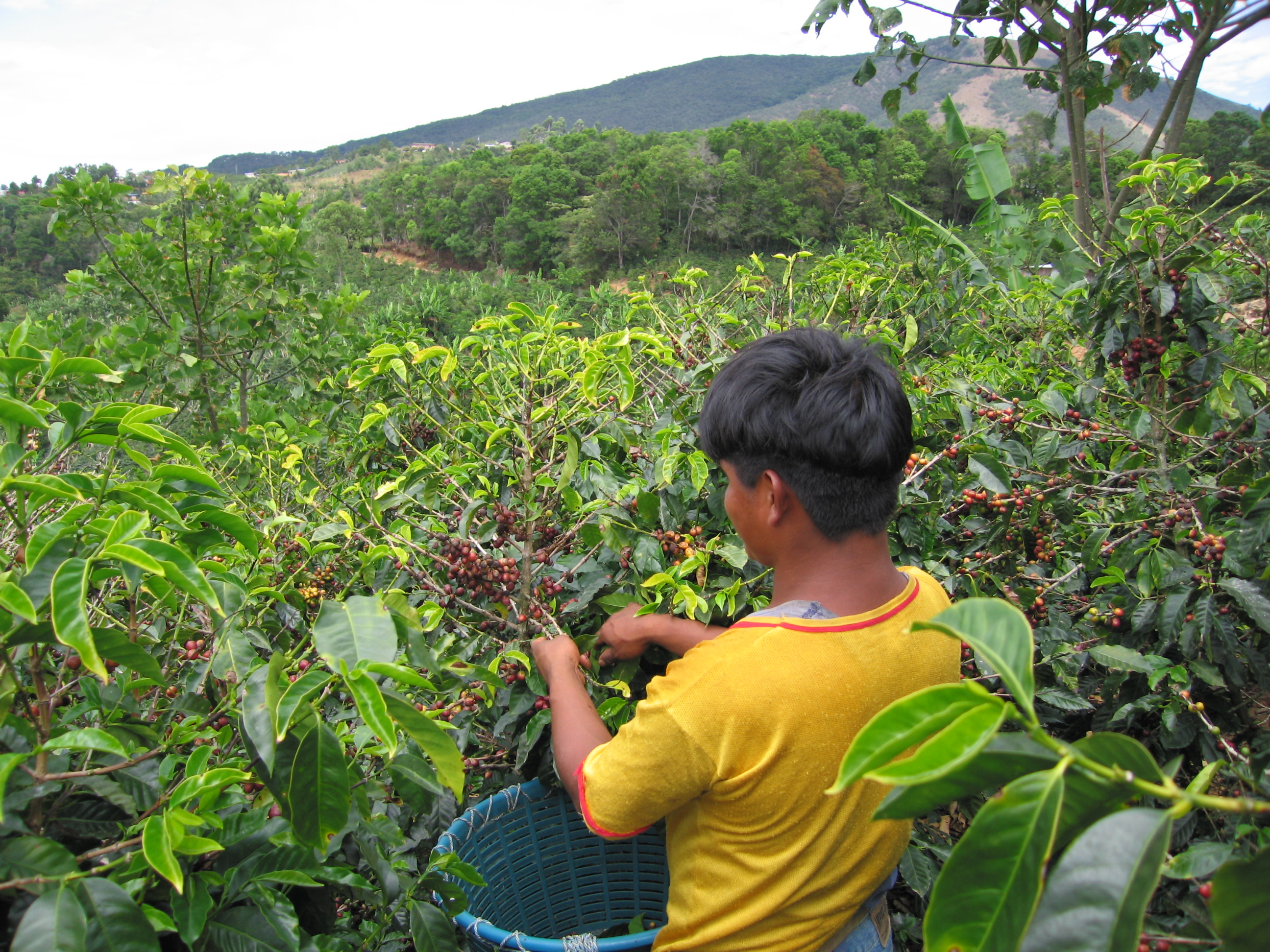

San Marcos, es la ciudad más grande e importante de la región de Los Santos y cabecera del cantón de Tarrazú, es el centro de la actividad económica regional con gran diversificación en su oferta comercial y de servicios con gran variedad de opciones para abastaecer tanto a su creciente población como a los turistas nacionales o extranjeros que desean hacer una parada para realizar trámites, consumir u hospedarse y digustar de un buen café característico de la zona en una de las tantas cafeterías de especialidad.
La ciudad ha tenido un fuerte crecimiento e inversión en los últimos años, haciendo que la participación de otros rubros en la economía del cantón tarrazuceño vaya haciéndose más competitiva con producción más avanzada, tecnificada y de valor agregado.
Además se ha mejorado la producción y calidad del café, con innumerables marcas de renombre que se comercializan en varias partes del país y se exportan a los principales mercados internacionales. En la última década también el turismo y la producción y comercialización del aguacate han adquirido una mayor importancia en la economía de la región.
Recientemente, el Instituto Costarricense de Electricidad ha invertido millones de dólares en la represa hidroeléctrica de Pirrís, la cual entró en operaciones en septiembre de 2011.
La represa hidroeléctrica es ahora la estructura más alta de su tipo en América Central y será clave para el desarrollo económico de la región, no solo en las tierras altas, sino también en las regiones costeras de Quepos y Parrita.
Además en los últimos 10 años el Cantón ha experimentado un alza en la inversión económica por parte de inmigrantes de la República Popular China, quien se han asentado en diferentes puntos estratégicos del cantón para establecer negocios comerciales de productos de necesidad básica así como restaurantes y bares.[cita requerida]
De acuerdo al censo nacional de 2011, la población económicamente activa se distribuye de la siguiente manera:
- Sector Primario: 41,2 %
- Sector Secundario: 10,4 %
- Sector Terciario: 48,4 %

## Gobierno local

### Alcaldías históricas
| Nombre                       | Periodo     | Partido                                | Datos                                                           |
| ---------------------------- | ----------- | -------------------------------------- | --------------------------------------------------------------- |
| Fernando Portuguez Parra     | 2024 - 2028 | Partido Unidad Social Cristiana (PUSC) |                                                                 |
| Ana Lorena Rovira Gutiérrez  | 2020 - 2024 | Partido Unidad Social Cristiana (PUSC) | Primer Alcaldía en ser reelecta                                 |
| Ana Lorena Rovira Gutíerrez  | 2016 - 2020 | Partido Unidad Social Cristiana (PUSC) | Primera alcaldesa electa                                        |
| Bernardo Barboza Picado      | 2010 - 2016 | Partido Liberación Nacional (PLN)      |                                                                 |
| Iván Suárez Sandí            | 2006 - 2010 | Partido Liberación Nacional (PLN)      |                                                                 |
| José Rodolfo Naranjo Naranjo | 2002 - 2006 | Partido Unidad Social Cristiana (PUSC) | Primer alcalde de Tarrazú electo bajo el nuevo código municipal |
| Consejo municipal            | 1970- 2002  | Diversos partidos políticos            |                                                                 |

| Nombre                           | Partido                                |  |
| -------------------------------- | -------------------------------------- |  |
| Kelsy Daniela Gutiérrez Valverde | Partido Unidad Social Cristiana (PUSC) |  |
| Carlos Luis Abarca Cruz          | Partido Unidad Social Cristiana (PUSC) |  |
| Melania Chaves Chanto            | Partido Unidad Social Cristiana (PUSC) |  |
| Karol Tatiana Navarro Monge      | Partido Liberación Nacional (PNG)      |  |
| Wilbert Alvarado                 | Partido Liberación Nacional (PNG)      |  |

| Nombre                        | Partido                                |  |
| ----------------------------- | -------------------------------------- |  |
| Carlos Roberto Fallas Cordero | Partido Unidad Social Cristiana (PUSC) |  |
| Roy Vega Blanco               | Partido Unidad Social Cristiana (PUSC) |  |
| Juan Diego Blanco Valverde    | Partido Unidad Social Cristiana (PUSC) |  |
|                               |                                        |  |